# Châtelneuf, Loire
Châtelneuf là một xã trong tỉnh Loire miền trung nước Pháp.